# Material Exchange Format
Material eXchange Format ou MXF est un conteneur utilisé par les professionnels pour les données audio et vidéo numériques. Il s'agit d'un format défini par des standards de la SMPTE.

## Solutions logicielles
Des outils et des bibliothèques existent pour emballer/desemballer des fichiers MXF :
- MXFTk
- MXFLib
- MXF::SDK.